# Izba administracji skarbowej

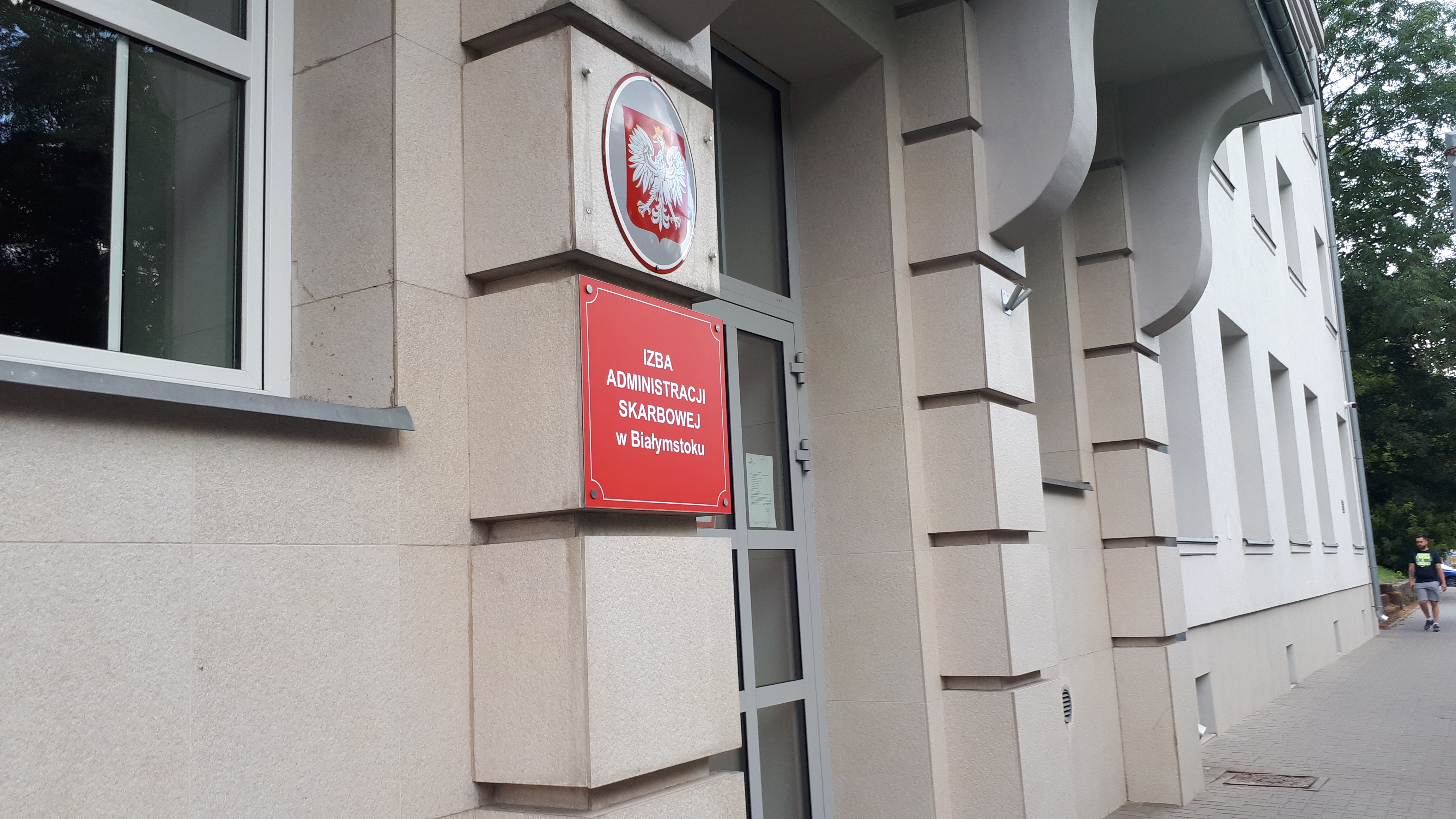
Izba Administracji Skarbowej w Białymstoku

Izba administracji skarbowej – jednostka Krajowej Administracji Skarbowej obsługująca dyrektora izby administracji skarbowej, który jest organem administracji niezespolonej. Utworzono ją w miejsce izby skarbowej oraz izby celnej. Dyrektorzy izb administracji skarbowej podlegają ministrowi właściwemu do spraw finansów publicznych.

## Zadania
Izba administracji skarbowej nadzoruje urzędy skarbowe i urzędy celno-skarbowe; rozstrzyga w pierwszej instancji sprawy karne skarbowe oraz prowadzi działalność edukacyjną w zakresie prawa podatkowego.

## Organizacja izby administracji skarbowej
Kierownictwo izby administracji skarbowej stanowią: dyrektor, zastępcy dyrektora oraz główny księgowy. 
Izba jest podzielona na piony. Każdy pion odpowiada za inną dziedzinę prawa podatkowego, sprawy wewnętrzne izby lub organizację działalności.
Przy izbie działa Komisja Dyscyplinarna zajmująca się w pierwszej instancji sprawami dyscyplinarnymi członków korpusu służby cywilnej w izbie.
W izbie ustanawia się: Pełnomocnika Ochrony Informacji Niejawnych, Administratora Bezpieczeństwa Informacji, Rzecznika Dyscyplinarnego i Rzecznika Prasowego.
Minister Finansów nadaje izbie regulamin organizacyjny określający jej strukturę organizacyjną, siedzibę dyrektora oraz uprawnienia organów.

## Lista izb administracji skarbowej
W każdym województwie istnieje jedna izba administracji skarbowej nadzorująca wszystkie urzędy skarbowe i urzędy celno-skarbowe zlokalizowane na terenie tego województwa:
- Izba Administracji Skarbowej w Białymstoku,
- Izba Administracji Skarbowej w Bydgoszczy,
- Izba Administracji Skarbowej w Gdańsku,
- Izba Administracji Skarbowej w Katowicach,
- Izba Administracji Skarbowej w Kielcach,
- Izba Administracji Skarbowej w Krakowie,
- Izba Administracji Skarbowej w Lublinie,
- Izba Administracji Skarbowej w Łodzi,
- Izba Administracji Skarbowej w Olsztynie,
- Izba Administracji Skarbowej w Opolu,
- Izba Administracji Skarbowej w Poznaniu,
- Izba Administracji Skarbowej w Rzeszowie,
- Izba Administracji Skarbowej w Szczecinie,
- Izba Administracji Skarbowej w Warszawie,
- Izba Administracji Skarbowej we Wrocławiu,
- Izba Administracji Skarbowej w Zielonej Górze[3].